# 손관수
손관수(1965년 ~ )는 KBS 보도본부 기자이다.

## 학력
- 전주해성고등학교
- 서울대학교 정치외교학과 학사

## 경력
- 2011.3 KBS 상하이특파원
- 2015.1 제8대 방송기자연합회 회장
- 2018.4 KBS 비서실장
- 2019.2 KBS 보도본부 통합뉴스룸 사회주간
- 2020.2~2021.12 KBS 광주방송총국 국장
- 2021.12~2023.11 KBS 보도본부 본부장
- 2023 한국신문방송편집인협회 부회장